# Lorca Van De Putte
Lorca van de Putte, née le 3 avril 1988 à Lokeren (Belgique), est une joueuse de football de nationalité belge.

## Biographie
Elle a commencé sa carrière au SKL Doorslaar. En 2001, elle est transférée à Sinaai Girls, club pour lequel elle jouera jusqu'en 2007. 
Cette année-là, elle part au FC Twente (Pays-Bas), en Eredivisie où elle remporte une Coupe des Pays-Bas en 2008 et Championnat des Pays-Bas en 2011. En juin 2012, elle revient en Belgique, au RSC Anderlecht.
En juillet 2013, elle va jouer en Suède, à Kristianstads DFF, elle y reste quatre saisons. En septembre 2017, elle est transférée en Angleterre, au Bristol City

## Palmarès
- Championne des Pays-Bas (1): 2011

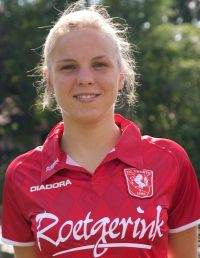
Lorca van de Putte en 2010

- Vainqueur de la Coupe des Pays-Bas (1): 2008
- Finaliste de la Coupe de Suède (1): 2014
- Finaliste de la BeNe SuperCup (1): 2011

### Bilan
- 2 titres